# Уналото Феао
Уналото Кі-Атеноа Феао (англ. Unaloto Ki-Atenoa Feao, 16 січня 1982) — тонганський футболіст, що грав на позиції півзахисника. Відомий за виступами у низці тонганських клубів та у складі національної збірної Тонги.

## Клубна кар'єра
Уналото Феао розпочав виступи на футбольних полях у 2001 році в команді найвищого дивізіону Тонги «Навутока». У складі команди грав до кінця 2016 року, а з початку 2017 року став гравцем іншої тонганського клубу «Веїтонго», в якому грав до 2019 року, після чого завершив виступи на футбольних полях.

## Кар'єра в збірній
З 2001 року Уналото Феао грав у складі національної збірної Тонги. У складі збірної грав у відбіркових турнірах Кубка націй ОФК, чемпіонату світу з футболу та Тихоокеанських ігор. У складі збірної грав до 2017 року, зіграв у її складі 17 матчів, у яких відзначився 7 забитими м'ячами, утримуючи звання найкращого бомбардира збірної Тонги.